# 杨一辰
杨一辰（1905年1月28日—1980年10月15日），原名杨翼宸，字德如，又名台三，曾用名刘孟平、杨横如、黑杨、李德琴等，男，山东金乡人，中华人民共和国政治人物。

## 生平
杨一辰是山东金乡县鸡黍镇杨瓦屋村人。1920年，考入山东省立第一师范学校，后考入北京大学预料。因父丧退学，1926年秋济南第一师范附属小学任教。后在潍坊铁路小学任教。
1927年5月入党。1928年春坊子铁路党支部委员，负责中共山东省委鲁东交通站的工作。1928年济南五三惨案后，根据省委部署，在潍县地区组织铁路工人反日罢工。1928年10月任中共山东省委秘书兼山东省赤色救济会党团书记，1929年1月被捕。1929年6月任中共满洲省委组织干事。1929年8月在沈阳负责营救被捕的刘少奇、林仲丹（林育英）。1929年10月到奉天兵工厂开展工运工作。1930年5月临时满洲省委组织部长。1930年9月奉天市委书记，抚顺县委书记。1930年11月被日本特警逮捕，判刑1年，1932年3月刑满。1932年3月后哈尔滨反日会党团书记、工会党团书记。1932年10月哈尔滨市委书记、满洲省委东满代表团书记。1933年4月奉天特委书记，因遭人举报被捕，被判刑12年。。1940年12月因感染丹毒从奉天第一监狱假释出狱回到家乡。
1941年1月，湖西地委书记潘复生专门向山东分局报告杨一辰的情况。杨一辰以党外身份在湖西抗日根据地抗日中学任教。1942年2月山东省战地工作委员会教育处任科长。1942年5月经胡服（刘少奇）证明在满洲省委的工作被捕经历被恢复党籍。1942年8月在中共山东分局党校参加学习和整风运动。1943年8月山东分局组织部组织科科长、城市工作科科长、山东分局城工部部长。1945年八一五后任中共济南市委书记。
1946年3月任中共中央华东局城工部部长，山东省支前委员会副主任兼华东野战军兵站部政治委员。1947年秋豫皖苏行署秘书长、豫皖苏中央分局委员。1949年3月河南省委常务委员、组织部部长。1949年7月河南省委常务委员、组织部部长，兼任省委社会部部长、省委党校校长，河南省纪律检查委员会书记。1950年5月兼任河南省委工人工作委员会书记。1950年8月河南省总工会主席。1950年11月河南省委第二副书记，省总工会主席。1951年上半年河南省委第二副书记，兼省委工业交通工作部部长、省总工会主席。1951年7月河南省委第二副书记，兼省委工业交通工作部部长、省总工会主席、总工会党组书记。
1952年3月河南省与平原省合并，调任广州市委第二书记，华南分局组织部部长。1955年9月任中华人民共和国农产品采购部部长、1956年任中华人民共和国城市服务部部长、1958年2月任中华人民共和国第二商业部部长。中共第八次全国代表大会第二次会议上当选为中央候补委员。1958年11月任青海省商业厅厅长。1961年河北省人民委员会常务副省长兼财经委主任。文化大革命中受迫害。1967年因刘少奇被捕的重要知情人而被隔离审查。1975年5月以“有严重罪行的叛徒”被开除党籍。中共十一届三中全会后彻底平反，并撤销了1958年的过重处分。1980年1月任河南省人大常委会副主任。因突然患脑溢血，于1980年10月15日在郑州逝世，终年75岁。